# Mile (Einheit)
Die mile (deutsch [englische] Meile, englisch manchmal auch statute mile genannt) ist eine Längenmaßeinheit im Vereinigten Königreich und in den USA. Sie beträgt exakt 1609,344 Meter.

## Heutige Definition
1 mile = 1609,344 m (seit 1. Juli 1959)
1 mile = 1760 Yards = 5280 Fuß = 63.360 Zoll
Im Vereinigten Königreich schreibt die dortige Straßenverkehrsordnung bis heute die alleinige Verwendung von Meilen (und Yards) auf Entfernungsschildern vor.
Dezimale Untereinheiten wie millimile und micromile sind äußerst ungebräuchlich.

## Alte Definitionen
Die ursprüngliche Definition basierten auf einem britischen Statut von 1593: “A Mile shall contain eight Furlongs, every Furlong forty Poles, and every Pole shall contain sixteen Foot and an half.”
1 mile = 8 Furlongs = 320 Pole = 5280 Fuß
Daher wurde die so definierte Meile häufig auch als statute mile bezeichnet.
Bis zur Vereinheitlichung des angloamerikanischen Maßsystems war die Meile im Commonwealth of Nations (Englische Meile) und den Vereinigten Staaten um drei Millimeter unterschiedlich definiert. Dies lag daran, dass die Definitionen des Fuß leicht (um 600 nm) voneinander abwichen: ein britischer Fuß entsprach exakt 0,999998 US-Fuß.
Mit der Vereinheitlichung wurde der Fuß international als 30,48 cm definiert und damit die mile als 1609,344 Meter. Die ehemals in den USA verwendete Definition wurde nur noch bei der Landvermessung in den USA verwendet und als survey mile bezeichnet. Sie entsprach ca. 1609,347 Metern, basierend auf der Definition 1 U.S. survey foot = 1200/3937 m. Seit 2023 wird sie nicht mehr verwendet.